# Dariusz Żybort
Dariusz Żybort (lit. Darijuš Žibort; ur. 19 sierpnia 1974 w Wilnie) – litewski lekarz i działacz społeczny narodowości polskiej, od 2018 roku prezes Społecznego Komitetu Opieki nad Starą Rossą. 

## Życiorys
Dariusz Żybort urodził się w 1974 roku w Wilnie. W 1992 roku ukończył szkołę średnią im. Władysława Syrokomli w Wilnie, następnie zaś studia na Akademii Medycznej w Białymstoku. Po powrocie na Litwę odbył staż na Uniwersytecie Wileńskim, pracował również w gabinecie stomatologicznym w dzielnicy Szeszkinia. Następnie założył prywatny gabinet dentystyczny, mający obecnie siedzibę w Domu Polskim w Wilnie. W 1999 roku podjął działalność w Polskim Stowarzyszeniu Medycznym na Litwie, gdzie do 2021 sprawował funkcję prezesa. Od marca 2018 roku stoi na czele Społecznego Komitetu Opieki nad Starą Rossą. Zastąpił na tym stanowisku wieloletnią przewodniczącą Alicję Klimaszewską.
Działa w wileńskim oddziale Związku Polaków na Litwie oraz Forum Rodziców Szkół Polskich na Litwie. Interesuje się historią medycyny, numizmatyką, a także dziejami Wilna, kolekcjonuje pocztówki ze starą stolicą Litwy – jego kolekcja składa się z około tysiąca widokówek. Jest inicjatorem corocznej kwesty ,,Wileńszczyzna – Rossie”. Był finalistą konkursów „Polak Roku 2017” i „Polak Roku 2018”, zaś w 2016 roku otrzymał Honorową Statuetkę Towarzystwa Lekarskiego Częstochowskiego za zasługi za odnowienia pomników na Starej Rossie. 
W 2018 roku w imieniu Społecznego Komitetu Opieki nad Starą Rossą odebrał nagrodę „Świadek Historii” przyznawaną przez Instytut Pamięci Narodowej w Warszawie, zaś trzy lata później nagrodę „Semper Fidelis”, ustanowioną przez ten sam instytut, przyznawaną za prowadzenie działalności na rzecz upamiętniania dziedzictwa Kresów Wschodnich. W 2021 odznaczony Srebrnym Krzyżem Zasługi. W 2025 otrzymał Złotą Odznakę Honorową "Za Zasługi" Departamentu Mniejszości Narodowych przy Rządzie Republiki Litewskiej.
Żonaty z Iwoną Żybort, ma dwie córki.